# Bandiera del Territorio di Krasnojarsk
La bandiera del Territorio di Krasnojarsk in Russia, è un campo rosso con al centro lo stemma del Territorio. Due quinti dell'altezza della bandiera, mostra un leone d'oro che tiene una falce nella mano sinistra e una pala nella mano destra. Il leone è circondato da una corona dorata di foglie di cedro e quercia e da un nastro azzurro sui lati sinistro, destro e inferiore. Un piedistallo dorato racchiude in alto il leone. La bandiera è stata adottata il 16 marzo 2000.